# Florence Duperval Guillaume
Pour les articles homonymes, voir Guillaume.
Florence Duperval Guillaume, est une médecin, haute fonctionnaire et femme d'État haïtienne, ministre de la Santé publique du 18 octobre 2011 au 23 mars 2016 dans les gouvernements de Garry Conille, Laurent Lamothe et Evans Paul.
À la suite de la démission de Laurent Lamothe, le président Michel Martelly la nomme le 21 décembre 2014 Première ministre conformément à l’article 165 de la Constitution amendée de 1987. Elle a exercé cette fonction jusqu'à la nomination d'Evans Paul comme nouveau Premier ministre.

### Articles liés
- Michel Martelly
- Premier ministre d'Haïti
- Liste de dirigeantes politiques